# 9 (маршрут метро, Нью-Йорк)
9 — обозначение нескольких маршрутов на линиях IRT Нью-Йоркского метрополитена.

## Dyre Avenue Line
Первое обозначение 9 использовалось на IRT Dyre Avenue Line до его преобразования в 1957 году. С 1957—1966, ночной челнок Dyre Avenue продолжил использовать номер 9. С 1967 года, Dyre Avenue Shuttle действовал только в ночные часы, но теперь обозначается номером 5.

## Маршрут по схеме скип-стоп
| 1989-2005 |

1/9 начали действовать в паре по схеме скип-стоп 21 августа 1989 года севернее 137th Street.
Полуденный скип-стоп был отменён в 1994 году, но остался часпиковый.
В это время он пропускал станции 1-го:
- 238-я улица
- 215-я улица
- Дайкман-стрит
- 157-я улица

и останавливался на тех, на которых не останавливался 1:
- Марбл-Хилл — 225-я улица
- 207-я улица
- 145-я улица

После 11 сентября 2001, 1 был перенаправлен с участка IRT Broadway — Seventh Avenue Line, работающего под Всемирным торговым центром, который был сильно повреждён под разрушенными башнями-близнецами. Работая только между 242nd Street и 14th Street, он действовал локальным севернее и экспрессом южнее 96th Street; направление 9 и скип-стоп в это время были приостановлены. 19 сентября, после нескольких задержек на 96th Street, маршрут был изменён. 1 начал делать только локальные остановки от 242nd Street до New Lots Avenue, через Clark Street Tunnel и IRT Eastern Parkway Line, заменив 3 (в это время действовавшего до 14th Street), и работал круглосуточно кроме ночи от Chambers Street в Манхэттене. 15 сентября 2002 совместная работа 1 и 9 была возвращена до South Ferry.
9 и скип-стоп были полностью отменены 30 мая 2005, включая часпиковый маршрут, который действовал с 1994 года. 27 мая 2005 было последним днём работы этого маршрута.

## Трасса движения поездов на момент закрытия маршрута

### Линии
IRT Broadway — Seventh Avenue Line от Van Cortlandt Park — 242nd Street до South Ferry.

### Станции
| Условные обозначения |
| для дней и часов работы маршрутов (более точно указано во всплывающих подсказках при этих обозначениях): |
| --- |
| круглосуточно круглосуточно, кроме ночи круглосуточно, кроме будней днём (либо часов пик) в пиковом направлении в будни днём (и, возможно, вечером) в будни круглосуточно в часы пик в будни днём (либо в часы пик) в пиковом направлении в будни днём (либо в часы пик) в направлении, обратном пиковому в выходные ночью ночью и в выходные (и, возможно, вечером) нет движения поездов |

## Внешние ссылки
- Расписание маршрутов 1 и 9 за 2003 год